# ケン・オーウェンズ
ケン・オーウェンズ（Ken Owens、1987年1月3日 - ）は、ユナイテッド・ラグビー・チャンピオンシップ、スカーレッツに所属するラグビー選手でチームの主将。

## プロフィール
- ウェールズ・カーマーゼン出身。
- ポジションはフッカー(HO)。
- 身長 184cm、体重 109kg
- ウェールズ代表キャップは86（2023年1月現在）でラグビーワールドカップ2011・ラグビーワールドカップ2015・ラグビーワールドカップ2019のウェールズ代表に選ばれた。
- ブリティッシュ・アンド・アイリッシュ・ライオンズに選ばれたことがある[1]。
- バーバリアンズに選ばれたことがある[2]。

## 略歴
2006年、スカーレッツに加入。
2014年、スカーレッツの主将に就任した。